# Tropidophorus davaoensis
Tropidophorus davaoensis là một loài thằn lằn trong họ Scincidae. Loài này được Bacon mô tả khoa học đầu tiên năm 1980.